# Временное Сибирское правительство (Вологодского)
Вре́менное Сиби́рское прави́тельство (ВСП) (под председательством Вологодского) (30 июня — 3 ноября 1918 года) — временный орган государственного управления регионами Сибири и Дальнего Востока, где летом 1918 года в результате восстания Чехословацкого корпуса была свергнута советская власть. 4 ноября 1918 года на базе министерств и центральных управлений Временного Сибирского правительства был сформирован Всероссийский Совет министров — исполнительный орган Директории — высшего органа власти Российского государства, образованного 23 сентября 1918 г. на Государственном совещании в Уфе.

## История создания
В марте 1918 года в результате установления советской власти на территории Сибири председатель Временного Сибирского правительства П. Я. Дербер вместе с группой членов своего правительства перебрался в Харбин, затем в июне — во Владивосток. Перед отъездом для представительства на контролируемой большевиками территории Дербером был сформирован подпольный Западно-Сибирский комиссариат (ЗСК) из четырёх человек: М. Я. Линдберг, Б. Д. Марков, П. Я. Михайлов и В. О. Сидоров. Все они являлись членами партии эсеров.
Восстание Чехословацкого корпуса весной 1918 положило начало переходу власти в Сибири к антибольшевистским силам. Один за другим силами Белой армии и Чехословацкого корпуса занимались города Западной и Восточной Сибири. 6 июня 1918 года был занят Омск. В своём первом же приказе по только что образованной Омской комендатуре полковник Иванов-Ринов извещает о том, что «вся полнота власти с сего числа принадлежит мне и уполномоченному Вр. Сибирского Правительства А. А. Кузнецову впредь до передачи власти земским и городским общественным управлениям».
Следующим естественным шагом было бы способствовать переезду правительства Дербера из Владивостока и передать ему гражданскую власть. Однако политическая обстановка июня 1918 года сильно отличалась от январской. Правительство Дербера было эсеровским по своему основному составу и по распределению важнейших портфелей, то есть крайне левым по критериям того времени. Далеко не все в армии хотели, едва изгнав большевиков, получить власть эсеров. Кроме того, появились новые лица со своими собственными политическими амбициями. В результате весь июнь в Омске шли переговоры и консультации, по итогу которых 30 июня 1918 года было объявлено о создании нового Совета министров, ставшим впоследствии именовать себя Временным Сибирским правительством (ВСП). Его председателем стал министр внешних сношений П. В. Вологодский. Помимо Вологодского, в состав первоначального Совета министров вошли министр внутренних дел В. М. Крутовский, министр туземных дел М. Б. Шатилов, министр финансов И. А. Михайлов и министр юстиции Г. Б. Патушинский.
Оценивая события июня 1918 года, Н. Н. Головин пишет, что «происшедшая в Омске смена власти представляла собою мирно совершившийся переворот».
Правительство Дербера не желало признавать результатов этого переворота. 29 июня во Владивостоке прошло заседание, на котором было объявлено о переименовании во Временное правительство автономной Сибири. Через несколько дней правительства в Омске и Владивостоке непрямо обменялись взаимоисключающими заявлениями. Сначала 4 августа 1918 года правительство Вологодского публикует декларацию о том, что «отныне никакая иная власть помимо Временного Сибирского Правительства не может действовать на территории Сибири или обязываться от её имени». Несколько дней спустя, 8 августа 1918 года, уже правительство Дербера публикует «Декларацию Временного правительства автономной Сибири», где оно «доводит до сведения дружественных России держав как союзных, так и нейтральных, что 29 июня н. ст. 1918 г. оно вступило в права и обязанности центральной государственной власти Сибири».
Помимо принятия деклараций, других способов борьбы у ВПАС не было. Военная сила и поддержка в Сибири была за правительством Вологодского. Сам Дербер вскоре после принятия декларации «Временного правительства автономной Сибири» сложил с себя все полномочия в правительстве и покинул Владивосток. Его преемником на посту председателя правительства стал эсер И. А. Лавров. В октябре 1918 года организация самораспустилась, признав власть Временного Всероссийского правительства.

## Деятельность правительства
Новообразованное правительство стало бороться за признание его единственным законным правительством в России и основой будущего всероссийского правительства. 4 июля 1918 года Временным Сибирским правительством была принята декларация «О государственной самостоятельности Сибири», в которой говорилось:
принимая во внимание, что российской государственности как таковой уже не существует… Временное Сибирское правительство торжественно объявляет во всеобщее сведение, что ныне оно вместе с Сибирской областной думой является ответственным за судьбы Сибири… а также заявляет, что отныне никакая иная власть… не может действовать на территории Сибири
13 июля 1918 года Совет министров Временного Сибирского правительства постановил определить, «исходя из принципа экономического тяготения», временную западную границу Сибири по рекам Печора, Кама, Чусовая, Уфа. При этом предусматривалось, что кроме собственно «территории, входящей в состав Сибири», «попечение Сибирского правительства» может быть распространено и на «территорию, которая или будет временно заниматься в порядке оккупации, или объединяться с Сибирью на договорных отношениях».
В связи с тем, что 6 июля 1918 года челябинская группа чехословацко-белогвардейских войск вошла в соприкосновение с самарско-златоустовской группой, вошли в соприкосновение территории, подконтрольные Временному Сибирскому правительству и КОМУЧу. Под давлением чехословаков 13 июля 1918 года в Челябинске состоялась «встреча на рельсах», в которой от сибиряков участвовали И. А. Михайлов, А. Н. Гришин-Алмазов и М. П. Головачёв, от самарцев — И. М. Брушвит, Н. А. Галкин и М. А. Веденяпин. Предварительные переговоры выявили настолько принципиальные расхождения двух сторон по вопросу взаимоотношения между областями, что лишь в результате чрезвычайных дипломатических ухищрений представителям Чехословацкого национального совета и Французской военной миссии удалось добиться официального открытия совещания днём 15 июля. На следующий день переговоры были завершены. В результате было решено подчинить «в оперативном порядке» действующие на фронте войска Сибирской армии и Народной армии КОМУЧа командованию Чехословацкого корпуса, а для руководства снабжением был образован Высший совет снабжения союзных армий, возглавленный М. Н. Павловским. Однако главная цель совещания — создание власти, объединившей бы два основных антибольшевистских режима на востоке страны — достигнута не была.
24 июля В. М. Крутовский уехал в Красноярск по служебным делам и фактически самоустранился от работы в Совете министров. 26 июля в Омск прибыл из освобождённого от большевиков Иркутска И. И. Серебренников, который на следующий день вступил в должность министра снабжения. В конце августа плохо чувствовавший себя П. В. Вологодский получил двухмесячный отпуск. В результате изменений в персональном составе Совета министров Г. К. Гинсу удалось провести положение о создании Административного совета. В связи с тем, что большинство членов Временного Сибирского правительства в начале сентября отправились в Уфу для участия в работе Государственного совещания, этот совет, приступивший к работе 7 сентября 1918 года фактически стал решать все дела, формально относящиеся к компетенции правительства, вплоть до внесения в Сибирскую областную думу правительственных законопроектов. За короткий срок своего единоличного управления Сибирью (с 3 сентября по 3 ноября 1918 года) Административный совет оказал серьёзное влияние на ужесточение курса и «поправение» политического режима сибирской контрреволюции.
Декларация о передаче власти Временному Всероссийскому Правительству была подписана 3 ноября 1918 года в Омске. Декларацию подписали: председатель совета министров П. Вологодский, министр снабжения И. Серебренников, министр финансов И. Михайлов, управляющий делами совета министров Г. Гинс, управляющий информационным бюро Манкевич.

## Издательская деятельность
Официальный печатный орган — ежедневная газета «Сибирский вестник».